# 秋山正雲
秋山 正雲（あきやま せいうん、2003年4月29日 - ）は、千葉県流山市出身のプロ野球選手（投手・育成選手）。左投左打。千葉ロッテマリーンズ所属。

## 経歴

### プロ入り前
流山市立西深井小学校1年の時にカージナルスで軟式野球を始め、6年時にはヤクルトスワローズJr.に選出されてNPB12球団ジュニアトーナメントに出場している。流山市立東深井中学校時代は硬式野球（リトルシニア）の荒川シニアに所属。
二松學舍大学附属高等学校では1年夏からベンチ入りし、1年秋からエースとなった。3年夏には第103回全国高等学校野球選手権大会に出場。初戦（2回戦）の西日本短大附属戦は4安打9奪三振の完封勝利。3回戦の京都国際戦は延長10回まで1人で投げ抜いたが、6失点で敗戦した。2試合で計17三振を奪った。2021年9月8日にプロ志望届を提出。高校時代の1学年先輩に秋広優人がいた。
2021年10月11日に行われたプロ野球ドラフト会議において、千葉ロッテマリーンズから4巡目で指名を受け、11月21日に契約金4000万円、年俸560万円で入団に合意した（金額は推定）。背番号は43。

### ロッテ時代
2022年4月30日、イースタン・リーグの東北楽天ゴールデンイーグルス戦で公式戦デビュー。安田悠馬から空振り三振を奪うなど、1イニングを三者凡退に抑えた。その後も二軍で実戦登板を重ね、シーズン途中からは先発に回り、シーズン終盤には中6日での先発も経験。シーズン終了後にはフェニックスリーグにも参加するなど、充実したシーズンを送った。ルーキーイヤーは二軍で15試合（4先発）に登板して4勝1敗1セーブ・防御率2.34を記録し、オフに現状維持となる推定年俸560万円で契約を更改した。
2023年2月11日、この年チーム初の対外試合となった楽天モンキーズとの練習試合の先発投手に抜擢され、3回無失点に抑えた。
2024年はイースタン・リーグで30試合に登板するも防御率6.12と打ち込まれた。オフに戦力外通告を受け、育成選手として再契約した。背番号は123。

## 選手としての特徴・人物
最速146km/hを記録した球速以上に速く見える直球が魅力。変化球はチェンジアップを武器としており、その他スライダー、カーブ、カットボールも投げる。
目標としている投手は小島和哉で、ロッテ入団後はかつて彼がつけていた背番号43を継承している。秋山は「小島選手が大事な試合で投げていたり、信頼されていることだったり、軽く投げているのに球が強いというのを見て、目標にしています。（背番号43を継承できて）すごく嬉しい部分でもありますし、これから去年（2021年）10勝を挙げた小島さんの背番号を背負わせてもらうので、自分も二桁勝てるような投手にならないといけないなと思います」と語っている。
愛称は「あっきー」。
三国志が好きな父親が関羽雲長と趙雲子龍から「雲」の文字を取り、正雲と名付けられた。

## 詳細情報

### 背番号
- 43（2022年[8] - 2024年）
- 123（2025年[17] - ）